# Kosteletzkya chevalieri
Kosteletzkya chevalieri, aussi appelée Hibiscus grantii ou Kosteletzkya grantii, est une plante voisine de l'Hibiscus, découverte en 1902 dans l'Oubangui-Chari, dans la partie sud-est de l'actuelle République centrafricaine et que l'on retrouve en Afrique tropicale. Au Cameroun, cette plante est appelée Sara en langue banda .
Espèce
Classification phylogénétique
Son épithète spécifique fait référence au botaniste français Auguste Chevalier.

## Description
Kosteletzkya chevalieri est une plante herbacée vivace que l'on retrouve dans la brousse du Sénégal et de la Guinée-Bissau jusqu'au Soudan et du Kenya jusqu'au sud de la R.D. du Congo et au nord de l'Angola.
Cette plante, qui s'élevait parmi les hautes herbes de la brousse, mesure habituellement entre 1,5 et 2 mètres. Elle est maintenant présente en altitude, entre 400 et 2 400 mètres et pousse généralement sur des sols sablonneux et rocailleux dans les prairies, en bordure de route, dans la savane herbeuse, la savane boisée ou encore dans les clairières. 
Kosteletzkya chevalieri se présente sous la forme de tiges hérissées, recouvertes de poils raides et urticants. Les racines sont fibreuses et les feuilles alternes. Les feuilles inférieures sont ovales, les feuilles médianes et inférieures sont à bord dentés arrondis ou pointus. La partie supérieure est rugueuse et la face inférieure est couverte de poils. Les stipules sont linéaires et mesurent entre 5 et 12 mm de long. Les inflorescences correspondent à des grappes spiciformes à fleurs dont les pétales sont généralement roses, et plus rarement blancs. Le fruit est une capsule 5-loculaire, 5-angulaire et mesure de 8 à 9,5 mm de diamètre. Il est de couleur brune et est enveloppé en partie par le calice. La capsule est recouverte de poils étoilés et glandulaires s'ouvrant sur une seule graine.

## Utilisation
Kosteletzkya chevalieri est une plante utilisée dans divers domaines tels que la médecine, l'alimentation ou encore l'industrie.
- Industrie : Kosteletzkya chevalieri sert à confectionner des cordages grâce aux fibres longues produites par ses tiges que l'on coupe en tronçons de 60 cm de long, dont on élimine les couches extérieures en les raclant et que l'on fait rourir pendant quelques jours afin d'en libérer les libres qui seront nettoyées et séchées ultérieurement
- Alimentation : malgré les poils urticants qui les recouvrent, les feuilles et les fruits seraient consommés comme légumes en R.D. du Congo
- Sexualité : la décoction de la racine de Kosteletzkya chevalieri favoriserait la grossesse en Centrafrique
- Médecine : la plante est utilisée pour traiter la diarrhée provoquée par des allergies alimentaires en Ouganda.

## Propriété
Les poils raides et urticants qui recouvrent les feuilles et les fruits séchés de Kosteletzkya chevalieri peuvent provoquer des lésions oculaires et une suffocation.